# Discografie van Tommy Flanagan
Tommy Flanagan was een jazzpianist. In de periode 1956-2001 nam hij meer dan dertig albums onder eigen naam op en speelde hij als 'sideman' mee op meer dan tweehonderd albums. Hieronder worden de belangrijkste genoemd. Platen zoals ''bootlegs'' en obscure uitgaven van kleine labels worden niet vermeld.

## Discografie

### Als leider/mede-leider
| Jaar van opname | Titel                                          | Label         | Bezetting/Opm. |
| --------------- | ---------------------------------------------- | ------------- | --- |
| 1957            | Overseas                                       | Prestige      | Trio, met Wilbur Little (bas), Elvin Jones (drums) |
| 1957            | The Cats                                       | New Jazz      | Sextet, met Idrees Sulieman (trompet), John Coltrane (tenorsax), Kenny Burrell (gitaar), Doug Watkins (bas), Louis Hayes (drums) |
| 1959            | Lonely Town                                    | Blue Note     | Trio, met Joe Benjamin (bas), Elvin Jones (drums); released 1979 |
| 1960            | The Tommy Flanagan Trio                        | Moodsville    | Trio, met Tommy Potter (bas), Roy Haynes (drums) |
| 1974            | Solo Piano                                     | Storyville    | Solo; released 2005 |
| 1975            | The Tommy Flanagan Tokyo Recital               | Pablo         | Trio, met Keter Betts (bas), Bobby Durham (drums) |
| 1976            | Trinity                                        | Inner City    | Trio, met Ron Carter (bas), Roy Haynes (drums) |
| 1977            | Eclypso                                        | Enja          | Trio, met George Mraz (bas), Elvin Jones (drums) |
| 1977            | Montreux '77                                   | Pablo         | Trio, met Keter Betts (bas) Bobby Durham (drums); in concert |
| 1977            | Alone Too Long                                 | Denon         | Solo |
| 1978            | Our Delights                                   | Galaxy        | Duo, met Hank Jones (piano) |
| 1978            | More Delights                                  | Galaxy        | Duo, met Hank Jones (piano) |
| 1978            | Together                                       | Denon         | Duo, met Kenny Barron (piano) |
| 1978            | The Super Jazz Trio                            | Baystate      | Trio, met Reggie Workman (bas), Joe Chambers (drums) |
| 1978            | Something Borrowed, Something Blue             | Galaxy        | Trio, met Keter Betts (bas), Jimmie Smith (drums) |
| 1978            | Tommy Flanagan Plays the Music of Harold Arlen | Inner City    | Trio, met George Mraz (bas), Connie Kay (drums); Helen Merrill (zang) is op een nummer |
| 1978            | Ballads & Blues                                | Enja          | Duo, met George Mraz (bas) |
| 1977-78         | Confirmation                                   | Enja          | Trio, met George Mraz (bas), Elvin Jones (drums) / Duo, met George Mraz (bass) |
| 1979            | Something Tasty                                | Baystate      | Kwartet, met Art Farmer (bugel), Reggie Workman (bas), Joe Chambers (drums) |
| 1980            | Super-Session                                  | Enja          | Trio, met Red Mitchell (bas), Elvin Jones (drums) |
| 1980            | The Standard                                   | Baystate      | Trio, met Reggie Workman (bas), Joe Chambers (drums) |
| 1980            | You're Me                                      | Phontastic    | Duo, met Red Mitchell (bas) |
| 1981            | The Magnificent Tommy Flanagan                 | Progressive   | Trio, met George Mraz (bas), Al Foster (drums) |
| 1981            | A Little Pleasure                              | Reservoir     | Duo, met J. R. Monterose (tenorsax) |
| 1982            | The Magic of 2                                 | Resonance     | Duo, met Jaki Byard (piano); sommige tracks solo |
| 1982            | Giant Steps                                    | Enja          | Trio, met George Mraz (bas), Al Foster (drums) |
| 1982            | Thelonica                                      | Enja          | Trio, met George Mraz (bas), Art Taylor (drums) |
| 1983            | I'm All Smiles                                 | MPS           | Duo, met Hank Jones (piano) |
| 1983            | The Master Trio                                | Baybridge     | Trio, met Ron Carter (bas), Tony Williams (drums) |
| 1983            | Blues in the Closet                            | Baybridge     | Trio, met Ron Carter (bas), Tony Williams (drums) |
| 1986            | Nights at The Vanguard                         | Uptown        | Trio, met George Mraz (bas), Al Foster (drums) |
| 1989            | Jazz Poet                                      | Timeless      | Trio, met George Mraz (bas), Kenny Washington (drums) |
| 1990            | Beyond the Blue Bird                           | Timeless      | Kwartet, met Kenny Burrell (gitaar), George Mraz (bas), Lewis Nash (drums) |
| 1990            | Like Someone in Love                           | Yamaha        | Solo |
| 1993            | Flanagan's Shenanigans                         | Storyville    | Nonet, met Jesper Thilo (tenorsax), Steen Hansen (hoorn), Vincent Nilsson (bariton hoorn), Jan Zum Vohrde (altosax, basklarinet), Uffe Markussen (tenorsax, sopraansax, basklarinet), Flemming Madsen (basklarinet), Jesper Lundgaard (bas), Lewis Nash (drums) |
| 1993            | Let's Play the Music of Thad Jones             | Enja          | Trio, met Jesper Lundgaard (bas), Lewis Nash (drums) |
| 1993            | Lady Be Good ... For Ella                      | Groovin' High | Trio, met Peter Washington (bas), Lewis Nash (drums) |
| 1996            | Sea Changes                                    | Alfa Jazz     | Trio, met Peter Washington (bas), Lewis Nash (drums) |
| 1997            | Sunset and the Mockingbird                     | Blue Note     | Trio, met Peter Washington (bas), Lewis Nash (drums), in concert |

### Als 'sideman'
| Jaar van. opname | Leider                                                    | Titel                                                    | Label                        |
| ---------------- | --------------------------------------------------------- | -------------------------------------------------------- | ---------------------------- |
| 1990             | 100 Gold Fingers                                          | Piano Playhouse '90                                      | Absord                       |
| 1993             | 100 Gold Fingers                                          | Piano Playhouse '93, Vol. 1                              | Absord                       |
| 1993             | 100 Gold Fingers                                          | Piano Playhouse '93, Vol. 2                              | Absord                       |
| 1960             | Pepper Adams                                              | Motor City Scene                                         | United Artists               |
| 1968             | Adams, Pepper                                             | Encounter!                                               | Prestige                     |
| 1980             | Adams, Pepper                                             | The Master...                                            | Muse                         |
| 1985             | Adams, Pepper                                             | The Adams Effect                                         | Uptown                       |
| 1984             | Yasuko Agawa                                              | All Right with Me                                        | Invitation                   |
| 1986             | Lorez Alexandria                                          | My One and Only Love                                     | CBS/Sony                     |
| 1998             | Allen, Harry                                              | Day Dream                                                | BMG                          |
| 1985             | Franco Ambrosetti                                         | Gin and Pentatonic                                       | Enja                         |
| 1960             | Gene Ammons                                               | Boss Tenor                                               | Prestige                     |
| 1960             | Benny Bailey                                              | Big Brass                                                | Candid                       |
| 1961             | Dave Bailey                                               | Bash!                                                    | Jazzline                     |
| 1994             | Marcus Belgrave                                           | Marcus Belgrave with Detroit's Jazz Piano Legacy, Vol. 1 | Detroit Jazz Musicians Co-Op |
| 1965             | Tony Bennett                                              | The Movie Song Album                                     | Columbia                     |
| 1960             | Art Blakey, Elvin Jones, Philly Joe Jones, Charlie Persip | Gretsch Drum Night at Birdland                           | Roulette                     |
| 1960             | Art Blakey, Elvin Jones, Philly Joe Jones, Charlie Persip | Gretsch Drum Night at Birdland, Vol. 2                   | Roulette                     |
| 1965             | Pat Bowie                                                 | Feelin' Good!                                            | Prestige                     |
| 1987             | Joshua Breakstone                                         | Evening Star                                             | Contemporary                 |
| 1962             | Ray Brown                                                 | Ray Brown with the All Star Big Band                     | Verve                        |
| 1956             | Kenny Burrell                                             | Jazzmen of Detroit                                       | Savoy                        |
| 1956             | Kenny Burrell                                             | Introducing Kenny Burrell                                | Blue Note                    |
| 1956             | Kenny Burrell                                             | Swingin'                                                 | Blue Note                    |
| 1956             | Kenny Burrell                                             | Kenny Burrell Volume 2                                   | Blue Note                    |
| 1957             | Kenny Burrell                                             | Kenny Burrell                                            | Prestige                     |
| 1958             | Kenny Burrell, John Coltrane                              | Kenny Burrell and John Coltrane                          | New Jazz                     |
| 1960–61          | Kenny Burrell                                             | Weaver of Dreams                                         | Columbia                     |
| 1962             | Kenny Burrell                                             | Bluesy Burrell                                           | Moodsville                   |
| 1962             | Gary Burton                                               | Who Is Gary Burton?                                      | RCA                          |
| 1957             | Donald Byrd                                               | Jazz Lab                                                 | Columbia                     |
| 1957             | Donald Byrd                                               | Jazz Eyes                                                | Regent                       |
| 1976             | Benny Carter                                              | The King                                                 | Pablo                        |
| 1976             | Benny Carter, Dizzy Gillespie                             | Carter, Gillespie Inc.                                   | Pablo                        |
| 1999             | Tommy Cecil                                               | Samba for Felix                                          | Slider                       |
| 1957             | Paul Chambers                                             | Paul Chambers Quintet                                    | Blue Note                    |
| 1956             | Kenny Clarke                                              | Kenny Clarke Meets the Detroit Jazzmen                   | Savoy                        |
| 1975             | Buck Clayton                                              | A Buck Clayton Jam Session, Vol. 2                       | Chiaroscuro                  |
| 1960             | Arnett Cobb                                               | More Party Time                                          | Prestige                     |
| 1960             | Arnett Cobb                                               | Movin' Right Along                                       | Prestige                     |
| 1991             | Steve Coleman                                             | Rhythm in Mind                                           | BMG Novus                    |
| 1959             | John Coltrane                                             | Giant Steps                                              | Atlantic                     |
| 1968             | Sonny Criss                                               | Sonny's Dream (Birth of the New Cool)                    | Prestige                     |
| 1976             | Eddie "Lockjaw" Davis                                     | Straight Ahead                                           | Pablo                        |
| 1956             | Miles Davis                                               | Collectors' Items                                        | Prestige                     |
| 1994             | Klaus Doldinger                                           | Doldinger in New York                                    | Bluemoon                     |
| 1959             | Kenny Dorham                                              | Quiet Kenny                                              | New Jazz                     |
| 1960             | Kenny Dorham                                              | The Kenny Dorham Memorial Album                          | Xanadu                       |
| 1964             | Kenny Dorham                                              | Trompeta Toccata                                         | Blue Note                    |
| 1978             | Ted Dunbar                                                | Opening Remarks                                          | Xanadu                       |
| 1960             | Harry "Sweets" Edison                                     | Patented by Edison                                       | Roulette                     |
| 1985             | Art Ellefson                                              | Art Ellefson Quartet Featuring Tommy Flanagan            | Unisson                      |
| 1960             | Booker Ervin                                              | The Book Cooks                                           | Bethlehem                    |
| 1964             | Booker Ervin                                              | The Song Book                                            | Prestige                     |
| 1981             | Tal Farlow                                                | Chromatic Palette                                        | Concord                      |
| 1960             | Art Farmer                                                | Art                                                      | Argo                         |
| 1962             | Art Farmer                                                | Listen to Art Farmer and the Orchestra                   | Mercury                      |
| 1964             | Art Farmer                                                | The Many Faces of Art Farmer                             | Scepter                      |
| 1964             | Ella Fitzgerald                                           | Ella at Juan-Les-Pins                                    | Verve                        |
| 1965             | Ella Fitzgerald                                           | Ella in Hamburg                                          | Verve                        |
| 1969             | Ella Fitzgerald                                           | Sunshine of Your Love                                    | Verve                        |
| 1969             | Ella Fitzgerald                                           | Ella Fitzgerald: Live at Montreux 1969 [DVD]             | Eagle Vision                 |
| 1970             | Ella Fitzgerald                                           | Ella in Budapest, Hungary                                | Pablo                        |
| 1970             | Ella Fitzgerald                                           | Things Ain't What They Used to Be                        | Reprise                      |
| 1971             | Ella Fitzgerald                                           | Ella à Nice                                              | Pablo                        |
| 1972             | Ella Fitzgerald                                           | Jazz at Santa Monica Civic '72                           | Pablo                        |
| 1972             | Ella Fitzgerald                                           | Ella Loves Cole                                          | Pablo                        |
| 1973             | Ella Fitzgerald                                           | Newport Jazz Festival: Live at Carnegie Hall             | Pablo                        |
| 1974             | Ella Fitzgerald                                           | Ella in London                                           | Pablo                        |
| 1974             | Ella Fitzgerald                                           | Fine and Mellow                                          | Pablo                        |
| 1975             | Ella Fitzgerald                                           | Montreux '75                                             | Pablo                        |
| 1977             | Ella Fitzgerald                                           | Montreux '77                                             | Pablo                        |
| 1957             | Curtis Fuller                                             | Jazz ...It's Magic!                                      | Regent                       |
| 1959             | Curtis Fuller                                             | Sliding Easy                                             | United Artists               |
| 1959             | Curtis Fuller                                             | Blues-ette                                               | Savoy                        |
| 1961             | Curtis Fuller                                             | South American Cookin'                                   | Epic                         |
| 1993             | Curtis Fuller                                             | Blues-Ette, Part II                                      | Savoy                        |
| 1975             | Dizzy Gillespie                                           | The Dizzy Gillespie Big 7                                | Pablo                        |
| 1993             | Dusko Goykovich                                           | Soul Connection                                          | Enja                         |
| 1993             | Dusko Goykovich                                           | Soul Connection, Volume II                               | Enja                         |
| 1959             | Benny Golson                                              | Gettin' with It                                          | New Jazz                     |
| 1962             | Benny Golson                                              | Free                                                     | Argo                         |
| 1970             | Dexter Gordon                                             | The Panther!                                             | Prestige                     |
| 1958             | Bennie Green                                              | The Swingin'est                                          | Vee-Jay                      |
| 1976             | Jim Hall                                                  | Commitment                                               | Horizon                      |
| 1961             | Jimmy Hamilton                                            | It's About Time                                          | Swingville                   |
| 1961             | Jimmy Hamilton                                            | Can't Help Swinging                                      | Swingville                   |
| 1978             | Scott Hamilton                                            | The Grand Appearance                                     | Progressive                  |
| 1996             | Scott Hamilton                                            | After Hours                                              | Concord                      |
| 1960             | Lionel Hampton                                            | Silver Vibes                                             | Columbia                     |
| 1962             | Slide Hampton                                             | Drum Suite                                               | Epic                         |
| 1958             | Wilbur Harden (en John Coltrane)                          | Mainstream                                               | Savoy                        |
| 1958             | Wilbur Harden (en Coltrane)                               | Jazz Way Out                                             | Savoy                        |
| 1958             | Wilbur Harden (en Coltrane)                               | Tanganyika Strut                                         | Savoy                        |
| 1958             | Wilbur Harden                                             | The King and I                                           | Savoy                        |
| 1960             | Coleman Hawkins                                           | Coleman Hawkins All Stars                                | Storyville                   |
| 1960             | Coleman Hawkins                                           | At Ease with Coleman Hawkins                             | Moodsville                   |
| 1960             | Coleman Hawkins                                           | Night Hawk                                               | Swingville                   |
| 1962             | Coleman Hawkins                                           | Good Old Broadway                                        | Moodsville                   |
| 1962             | Coleman Hawkins                                           | The Jazz Version of No Strings                           | Moodsville                   |
| 1962             | Coleman Hawkins                                           | Coleman Hawkins Plays Make Someone Happy from Do Re Mi   | Moodsville                   |
| 1962             | Coleman Hawkins                                           | Desafinado                                               | Impulse!                     |
| 1962             | Coleman Hawkins                                           | Today and Now                                            | Impulse!                     |
| 1962             | Coleman Hawkins                                           | Hawkins! Alive! At The Village Gate                      | Verve                        |
| 1962             | Coleman Hawkins                                           | Hawkins! Eldridge! Hodges! Alive! At The Village Gate    | Verve                        |
| 1962             | Coleman Hawkins                                           | Back in Bean's Bag                                       | Columbia                     |
| 1962             | Roy Haynes                                                | Out of the Afternoon                                     | Impulse!                     |
| 1976             | Roy Haynes                                                | Sugar Roy                                                | Kitty                        |
| 1960             | Jimmy Heath                                               | Really Big!                                              | Riverside                    |
| 1985             | Jimmy Heath                                               | New Picture                                              | Landmark                     |
| 1960             | Bill Henderson                                            | Please Send Me Someone to Love                           | Vee-Jay                      |
| 1997             | Joe Henderson                                             | Porgy & Bess                                             | Verve                        |
| 1989             | Jon Hendricks                                             | Freddie Freeloader                                       | Denon                        |
| 1997             | Fred Hersch                                               | The Duo Album                                            | Classical Action             |
| 1962             | Freddie Hubbard                                           | The Artistry of Freddie Hubbard                          | Impulse!                     |
| 1991             | Bobby Hutcherson                                          | Mirage                                                   | Landmark                     |
| 1957             | Milt Jackson                                              | Bags & Flutes                                            | Atlantic                     |
| 1958             | Milt Jackson                                              | Bean Bags                                                | Atlantic                     |
| 1958             | Milt Jackson                                              | Bags' Opus                                               | United Artists               |
| 1960–61          | Milt Jackson                                              | Vibrations                                               | Atlantic                     |
| 1962             | Milt Jackson                                              | Invitation                                               | Riverside                    |
| 1962             | Milt Jackson                                              | Statements                                               | Impulse!                     |
| 1964             | Milt Jackson                                              | Jazz 'n' Samba                                           | Impulse!                     |
| 1976             | Milt Jackson                                              | Feelings                                                 | Pablo                        |
| 1962             | Willis Jackson                                            | Bossa Nova Plus                                          | Prestige                     |
| 1964             | Illinois Jacquet                                          | Desert Winds                                             | Argo                         |
| 1956             | Bobby Jaspar                                              | Clarinescapade                                           | Columbia                     |
| 1960             | Jazz Artists Guild                                        | Newport Rebels                                           | Candid                       |
| 1975             | Jazz at the Philharmonic                                  | At the Montreux Jazz Festival 1975                       | Pablo                        |
| 1960             | Budd Johnson                                              | Let's Swing!                                             | Swingville                   |
| 1960             | Budd Johnson                                              | Budd Johnson and the Four Brass Giants                   | Swingville                   |
| 1957             | J. J. Johnson                                             | J Is for Jazz                                            | Columbia                     |
| 1957             | J. J. Johnson                                             | Blue Trombone                                            | Columbia                     |
| 1957             | J. J. Johnson                                             | First Place                                              | Columbia                     |
| 1957             | J. J. Johnson                                             | Dial J. J. 5                                             | Columbia                     |
| 1958             | J. J. Johnson                                             | J. J. in Person!                                         | Columbia                     |
| 1979             | J. J. Johnson                                             | Pinnacles                                                | Milestone                    |
| 1980             | Elvin Jones                                               | Heart to Heart                                           | Denon                        |
| 1960             | Jo Jones                                                  | Vamp 'Til Ready                                          | Everest                      |
| 1976             | Jo Jones                                                  | The Main Man                                             | Pablo                        |
| 1958             | Philly Joe Jones                                          | Blues for Dracula                                        | Riverside                    |
| 1981             | Rodney Jones                                              | My Funny Valentine                                       | Timeless                     |
| 1956             | Thad Jones                                                | Detroit-New York Junction                                | Blue Note                    |
| 1957             | Thad Jones                                                | Mad Thad                                                 | Period                       |
| 1957             | Thad Jones                                                | The Magnificent Thad Jones, Vol. 3                       | Blue Note                    |
| 1959             | Thad Jones                                                | Motor City Scene                                         | United Artists               |
| 1961             | Clifford Jordan                                           | A Story Tale                                             | Jazzland                     |
| 1978             | Clifford Jordan                                           | The Adventurer                                           | Muse                         |
| 1962             | Michel Legrand                                            | Michel Legrand Plays Richard Rodgers                     | Philips                      |
| 1962             | Bill Leslie                                               | Diggin' the Chicks                                       | Argo                         |
| 1960             | Booker Little                                             | The Defiant Ones                                         | United Artists               |
| 1960             | Booker Little                                             | Booker Little                                            | Time                         |
| 1985             | The Manhattan Transfer                                    | Vocalese                                                 | Atlantic                     |
| 1957             | Herbie Mann                                               | Flute Flight                                             | Prestige                     |
| 1957             | Herbie Mann                                               | Flute Soufflé                                            | Prestige                     |
| 1960             | Howard McGhee                                             | Dusty Blue                                               | Bethlehem                    |
| 1997–98          | Marian McPartland                                         | Just Friends                                             | Concord                      |
| 1960             | Charles Mingus                                            | Reincarnation of a Lovebird                              | Candid                       |
| 1959             | Frank Minion                                              | The Soft Land of Make Believe                            | Bethlehem                    |
| 1980             | Billy Mitchell                                            | De Lawd's Blues                                          | Xanadu                       |
| 1960–61          | Blue Mitchell                                             | Smooth as the Wind                                       | Riverside                    |
| 1959             | J. R. Monterose                                           | Straight Ahead                                           | Xanadu                       |
| 1960             | Wes Montgomery                                            | The Incredible Jazz Guitar of Wes Montgomery             | Riverside                    |
| 1960–61          | James Moody                                               | Moody with Strings                                       | Argo                         |
| 1992             | Frank Morgan                                              | You Must Believe in Spring                               | Antilles                     |
| 1962             | Gerry Mulligan                                            | Jeru                                                     | Columbia                     |
| 1965–66          | The New York Jazz Sextet                                  | Group Therapy                                            | Scepter                      |
| 1960             | Joe Newman                                                | Jive at Five                                             | Swingville                   |
| 1961             | Joe Newman                                                | Good 'n' Groovy                                          | Swingville                   |
| 1961             | Joe Newman                                                | Joe's Hap'nin's                                          | Swingville                   |
| 1959             | Mary Osborne                                              | A Girl and Her Guitar                                    | Warwick                      |
| 1982             | Kim Parker                                                | Good Girl                                                | Soul Note                    |
| 1979             | Art Pepper                                                | Straight Life                                            | Galaxy                       |
| 1956             | Oscar Pettiford                                           | The Oscar Pettiford Orchestra in Hi-Fi                   | ABC                          |
| 1962             | Dave Pike                                                 | Limbo Carnival                                           | New Jazz                     |
| 1962             | Dave Pike                                                 | Dave Pike Plays the Jazz Version of Oliver!              | Moodsville                   |
| 1962             | Pony Poindexter                                           | Pony's Express                                           | Epic                         |
| 1957             | The Prestige All Stars                                    | All Day Long                                             | Prestige                     |
| 1957             | The Prestige All Stars                                    | The Cats                                                 | Prestige                     |
| 1957             | The Prestige All Stars                                    | Roots                                                    | Prestige                     |
| 1960             | Julian Priester                                           | Keep Swingin'                                            | Riverside                    |
| 1985             | Jimmy Raney                                               | Wisteria                                                 | Criss Cross                  |
| 1980             | Lou Rawls                                                 | Shades of Blue                                           | Philadelphia International   |
| 1996             | Chuck Redd                                                | Stomp, Look and Listen                                   | Exclusive Arts               |
| 1977             | Waymon Reed                                               | 46th and 8th                                             | Artists House                |
| 1994             | The Riverside Reunion Band                                | Hi-Fly                                                   | Milestone                    |
| 1957             | Red Rodney                                                | Red Rodney 1957                                          | Signal                       |
| 1956             | Sonny Rollins                                             | Saxophone Colossus                                       | Prestige                     |
| 1965             | Sonny Rollins                                             | There Will Never Be Another You                          | Impulse!                     |
| 1989             | Sonny Rollins                                             | Falling in Love with Jazz                                | Milestone                    |
| 1993             | Sonny Rollins                                             | Old Flames                                               | Milestone                    |
| 1995             | Sonny Rollins                                             | Sonny Rollins + 3                                        | Milestone                    |
| 1995             | Annie Ross                                                | Music Is Forever                                         | DRG                          |
| 1960             | Pee Wee Russell                                           | Swingin' with Pee Wee                                    | Prestige                     |
| 1957             | A. K. Salim                                               | Stable Mates                                             | Savoy                        |
| 1980             | Nisse Sandstrom                                           | Home Cooking                                             | Phontastic                   |
| 1997             | Daryl Sherman                                             | A Lady Must Live                                         | After 9                      |
| 1982             | Charlie Shoemake                                          | Cross Roads                                              | Discovery                    |
| 1987             | Carol Sloane                                              | But Not for Me                                           | CBS/Sony                     |
| 1958             | Louis Smith                                               | Here Comes Louis Smith                                   | Blue Note                    |
| 1991             | Gary Smulyan                                              | Homage                                                   | Criss Cross                  |
| 1960             | Les Spann                                                 | Gemini                                                   | Jazzland                     |
| 1960             | Buddy Tate                                                | Tate-A-Tate                                              | Swingville                   |
| 1960             | Clark Terry                                               | Color Changes                                            | Candid                       |
| 1999             | Clark Terry                                               | One on One                                               | Chesky                       |
| 1982             | Lilian Terry                                              | A Dream Comes True                                       | Soul Note                    |
| 1965             | Lucky Thompson                                            | Lucky Thompson Plays Happy Days Are Here Again           | Prestige                     |
| 1978             | Hidefumi Toki                                             | Hidefumi Toki and the Super Jazz Trio                    | Baystate                     |
| 1960             | Stanley Turrentine                                        | Stan "The Man" Turrentine                                | Time                         |
| 1961             | Stanley Turrentine                                        | ZT's Blues                                               | Blue Note                    |
| 1956             | (Various)                                                 | After Hours Jazz                                         | Epic                         |
| 1977             | (Various)                                                 | I Remember Bebop                                         | Columbia                     |
| 1977             | (Various)                                                 | They All Played Bebop                                    | Columbia                     |
| 1982             | (Various)                                                 | AJF '82 All Star Jam                                     | Eastworld                    |
| 1982             | (Various)                                                 | Live Special                                             | Eastworld                    |
| 2001             | (Various)                                                 | A Great Night in Harlem                                  | Playboy                      |
| 2001             | Marlene VerPlanck (and Billy VerPlanck)                   | Speaking of Love                                         | Audiophile                   |
| 1980             | Bennie Wallace                                            | The Free Will                                            | Enja                         |
| 1998             | Bennie Wallace                                            | Bennie Wallace                                           | AudioQuest                   |
| 1988             | Grover Washington, Jr.                                    | Then and Now                                             | Columbia                     |
| 1960             | Frank Wess                                                | The Frank Wess Quartet                                   | Prestige                     |
| 1962             | Frank Wess                                                | Southern Comfort                                         | Prestige                     |
| 1981             | Frank Wess                                                | Flute Juice                                              | Progressive                  |
| 1995             | Wesla Whitfield                                           | 7th Ave. Stroll                                          | Verve                        |
| 2000–01          | Wesla Whitfield                                           | September Songs                                          | HighNote                     |
| 1968             | Gerald Wilson                                             | California Soul                                          | World Pacific Jazz           |
| 1959             | Lem Winchester                                            | Winchester Special                                       | New Jazz                     |
| 1956             | Phil Woods                                                | Pairing Off                                              | Prestige                     |
| 1961             | Phil Woods                                                | Rights of Swing                                          | Candid                       |
| 1981             | Phil Woods                                                | Three for All                                            | Enja                         |
| 1988             | Phil Woods                                                | Here's to My Lady                                        | Chesky                       |
| 1960             | Nat Wright                                                | The Biggest Voice in Jazz                                | Warwick                      |
| 1996             | Miki Yamaoka                                              | I Remember Clifford                                      | Denon                        |
| 1995             | Dave Young                                                | Two by Two – Piano–Bass Duets, Volume 1                  | Justin Time                  |
| 1995             | Dave Young                                                | Side by Side – Piano–Bass Duets, Volume 3                | Justin Time                  |
| 1999             | Attila Zoller                                             | The Last Recordings                                      | Enja                         |